# GB Racing Sports
GB Racing Sports war ein britischer Hersteller von Automobilen.

## Unternehmensgeschichte
Andrew Grimshaw gründete 1986 das Unternehmen in Standish bei Wigan in der Grafschaft Lancashire. Er begann mit der Produktion von Automobilen und Kits. Dave Forsyth, der zuvor für Kingfisher Mouldings tätig war, unterstützte Grimshaw. Der Markenname lautete GB. 1988 endete die Produktion. Eine andere Quelle gibt den Produktionszeitraum mit 1988 bis 1990 an. Insgesamt entstanden etwa fünf Exemplare.

## Fahrzeuge
Im Angebot stand nur ein Modell. Dies war der 500 S, eine Nachbildung des Lamborghini Countach. Die Basis bildete ein Spaceframe-Rahmen. Darauf wurde eine Coupé-Karosserie montiert. Verschiedene Motoren standen zur Wahl. Genannt sind Motoren von Audi, V6-Motoren von Renault sowie V8-Motoren von Chevrolet und Rover.
Das Modell darf nicht mit dem Kingfisher Countess verwechselt werden. Dies war ebenfalls ein Countach-Nachbau, an dem Dave Forsyth beteiligt war. Allerdings basierte dieses Modell zunächst auf dem Fahrgestell vom VW Käfer und später auf dem Austin Maxi mit überarbeitetem Rohrrahmen-Fahrgestell.